# ブラッド・マネー
ブラッド・マネー（Blood Money）は、トム・ウェイツが2002年に発表したアルバム。『アリス』と同日の発売で、レコーディング・メンバーもほぼ共通している。

## 解説
トムと妻キャスリーン・ブレナンが音楽を担当したミュージカル『ヴォイツェック』（2000年11月コペンハーゲンで初演、ゲオルク・ビューヒナー作の同名戯曲が原作）に使用された楽曲をレコーディングしたもの。2002年10月6日、イギリスの日曜新聞『オブザーバー』は、同作の音楽を「21世紀の『三文オペラ』」と評した。
アンタイ・レコードのプレス・リリースでは「ティン・パン・アレーとワイマール共和国を合わせたような」音楽性であると説明されている。トムは本作で、1929年製のカリオペ（Calliope、「蒸気オルガン」とも呼ばれる楽器）を使用。スチュワート・コープランドとケイシー・ウェイツ（トムの息子）が1曲ずつドラムスで参加し、他の曲ではドラムスは使用していない。

## 収録曲
全曲トム・ウェイツとキャスリーン・ブレナンの共作。
1. "Misery is the River of the World" - 4:24
2. "Everything Goes to Hell" - 3:45
3. "Coney Island Baby" - 4:02
4. "All the World Is Green" - 4:36
5. "God's Away on Business" - 2:59
6. "Another Man's Vine" - 2:27
7. "Knife Chase" - 2:27
8. "Lullaby" - 2:09
9. "Starving in the Belly of a Whale" - 3:41
10. "The Part You Throw Away" - 4:22
11. "Woe" - 1:20
12. "Calliope" - 1:59
13. "A Good Man Is Hard to Find" - 3:58

## 参加ミュージシャン
- トム・ウェイツ - ボーカル、ピアノ、アコースティック・ギター、カリオペ、オルガン、エレクトリックギター、ポッド
- マイルス・ボイセン - ギター
- ジョー・ゴア - エレクトリックギター
- マシュー・スペリー - ベース
- ラリー・テイラー - ベース、ギター
- スチュワート・コープランド - ドラムス、ログ・ドラム
- ケイシー・ウェイツ - ドラムス
- ジノ・ロベア - ボンゴ、トムトム、ティンパニ、ゴング、マリンバ
- アンドリュー・ボーガー - マリンバ
- ベント・クラウゼン - バスドラム、ポッド、マリンバ
- ドーン・ハームズ - ヴァイオリン、ストロー・ヴァイオリン
- マット・ブルーベック - チェロ、ベース
- チャーリー・マッスルホワイト - ハーモニカ
- アラ・アンダーソン - トランペット
- ニック・フェルプス - トランペット、ベイビー・チューバ
- ダン・プロンゼイ - クラリネット
- Bebe Risenfors - バスクラリネット、アコーディオン、サックス、クラリネット
- コリン・ステットソン - サックス、クラリネット、バスクラリネット、バリトン・ホルン